# Luigi van Leeuwen
Luigi van Leeuwen (Rotterdam, 13 januari 1939) is een Nederlands politicus, voormalig burgemeester van Capelle aan den IJssel, Zoetermeer en Wassenaar. Van Leeuwen is lid van de VVD.

## Biografie

### Studie
Na het afronden van de H.B.S. volgde Van Leeuwen van 1958 tot 1965 de studie economie aan de Nederlandse Economische Hogeschool, de voorganger van de Erasmus Universiteit Rotterdam.
In 1962 volgde hij de Oxford Summer School. Vanaf 1964 heeft hij een traineeship bij de Europese Commissie gevolgd. In 1989 promoveerde hij aan de Universiteit van Amsterdam.
Tijdens zijn studie was Van Leeuwen ook nog praeses van Rotterdamsch Studenten Gezelschap en lid en later secretaris-generaal van de federatie van liberale studentenverenigingen.

### Carrière
Van Leeuwen begon zijn carrière in 1965 als economisch wetenschapper bij de Teldersstichting waar hij de verantwoordelijkheid droeg voor de publicatie van boeken in de richtingen: onderwijs, transport, haven ontwikkeling en cultuur.

### Politiek
De politieke carrière van Van Leeuwen begon toen hij in 1966 als (tot dan toe jongste lid) zitting nam in de gemeenteraad van Rotterdam. Gedurende deze tijd hield hij zich bezig met stadsontwikkeling en verkeer,stadsreconstructie, kunstzaken, sport en archief.
Na de verkiezingen van 1970 werd Van Leeuwen lid van de Rijnmondraad waar hij verantwoordelijk was voor financiën, personeel, automatisering en onderwijs.
Van 1974 tot 1976 leidde Van Leeuwen de VVD als oppositiepartij in de Rijnmondraad. In 1975 werd Van Leeuwen bovendien burgemeester van Capelle aan den IJssel, in 1988 van Zoetermeer en in 2005 van Wassenaar.

## Burgemeesterschap

### Capelle aan den IJssel
Van 1 februari 1975 tot 31 augustus 1988 was Van Leeuwen burgemeester van Capelle aan den IJssel. Vanaf de jaren vijftig tot 1975 groeide de bevolking van 6.000 naar 34.000 inwoners.
Door deze onstuimige groei zag de gemeente zich geplaatst voor problemen met budget en een verstoring van sociale en politieke verhoudingen. Verder was er een gebrek aan publieke en andere faciliteiten. In 1976 werd Capelle aangewezen als groeikern en kreeg financiële steun. Mede hierdoor kon de stad qua inwonersaantal nog verder groeien, 58.000 inwoners in 1988, en haar burgers betere voorzieningen bieden.

### Zoetermeer
Van 1988 tot 1 februari 2004 leidde Van Leeuwen als burgemeester de gemeente Zoetermeer, net als Capelle aan den IJssel een groeikern. Op 16 december 2000 werd de eerste paal geslagen door Van Leeuwen bij de Den Haag-Tempel van de Kerk van Jezus Christus van de Heiligen der Laatste Dagen. Bij het slaan memoreerde hij dat het voor een burgemeester een zeldzame gelegenheid is om de eerste paal te slaan voor een kerkelijk gebouw: De meeste kerken zijn ouder dan de burgemeesters. Daarnaast was hij als burgemeester van Zoetermeer ook nog vervangend korpsbeheerder van de regionale politie en brandweer. Hij werd door de Zoetermeerders ervaren als een krachtig bestuurder, niet als burgervader. Daardoor houden de ambtenaren op het stadhuis zich strikt aan de regels.

### Wassenaar
Van 2005 tot 2007 was Van Leeuwen waarnemend burgemeester van Wassenaar. Het belangrijkste tijdens deze periode was de voorbereiding van de verplaatsing van de Amerikaanse ambassade vanuit Den Haag naar Wassenaar.

## Nevenfuncties
Van Leeuwen heeft de volgende functies (bekleed)
- 2005 - 2008 Lid Raad van Advies Chintellectual (Octrooi en Patent), NL-China
- 2004 - 2007 Lid Raad van Commissarissen Getronics PinkRoccade Nederland
- 2005 - 2005 lid Commissie - De Boer
- 2000- 2004 Secretaris-Penningmeester van de deltametropool
- 1998 - 2005 bijzonder hoogleraar openbare financiën der lagere overheden aan de Universiteit van Tilburg
- 1994 - 1997 bijzonder hoogleraar lokale heffingen aan de Erasmus Universiteit R'dam
- Penningmeester en later voorzitter van de Liberale Internationale
- Voorzitter van het European New Towns Platform
- Voorzitter nationale stuurgroep welvaartsplanning

Hiernaast heeft Van Leeuwen nog tal van functies bekleed.

## Persoonlijk
Luigi van Leeuwen is getrouwd met Dian Schut en heeft een dochter en een zoon.

## Onderscheidingen
Van Leeuwen is ridder in de Orde van de Nederlandse Leeuw en officier in de Orde van Oranje-Nassau. Verder is hij ereburger van de Gemeente Capelle aan den IJssel, bezit de zilveren Gemeentepenning van Zoetermeer en is erelid van het European New Towns Platform.
- International Standard Name Identifier: 0000 0000 3335 9694
- Library of Congress Control Number: n90674671
- Nederlandse Thesaurus van Auteursnamen: 07464601X
- Virtual International Authority File: 38538761
- WorldCat: E39PBJtRFxpHRHcHBtJwqXYgKd